# Crossford (Fife)
Crossford est un village situé dans le Fife, en Écosse. En 2020 la population de Crossford est estimée à 2 320 habitants.